# Ordre de Koutouzov
L'ordre de Koutouzov (en russe : Орден Кутузова, Orden Koutouzova) est une distinction honorifique de l'Union soviétique puis de la fédération de Russie. Elle a été créée en 1942 et nommée en l'honneur du général Mikhaïl Koutouzov (1745-1813), qui s'illustra contre la Grande Armée de Napoléon Ier pendant la campagne de Russie.

## Histoire
L'ordre a été créé le 29 juillet 1942, pendant la guerre germano-soviétique, par une décision du Præsidium du Soviet suprême de l'URSS pour honorer des officiers supérieurs de l'Armée rouge. Il est préservé en Russie, après la dislocation de l'Union soviétique, et continue ainsi à être l'une des plus hautes distinctions militaires du pays ; elle est aussi décernée à des unités.
L'ordre de Koutouzov est établi en trois classes différentes : 1re classe, 2e classe et 3e classe.

## Insignes

### De 1943 à 2010
L'insigne de l'Ordre de Koutouzov de 1re classe est une croix pattée en argent de 40 mm de large avec des rayons d'or dépassant entre ses bras à un angle obtus. Au centre de l'avers, un médaillon d'argent bordé d'une large bande émaillée blanche entourée d'une couronne de laurier et de chêne dorée. Dans le médaillon, le buste de profil gauche de M.I. Koutouzov, plaqué or, avec l'image du mur du Kremlin en arrière-plan. Sur les côtés de la bande émaillée blanche du médaillon, l'inscription dorée « Михаил Кутузов ». Le revers est uni, le numéro de série de la récompense est inscrit au revers de la branche inférieure de la croix.
L'Ordre de Koutouzov de 1re classe est suspendu à un support pentagonal russe standard par un anneau passant dans la boucle de suspension. La monture est recouverte d'un ruban de soie bleu foncé moiré qui se chevauche, avec une bande centrale orange de 5 mm de large.

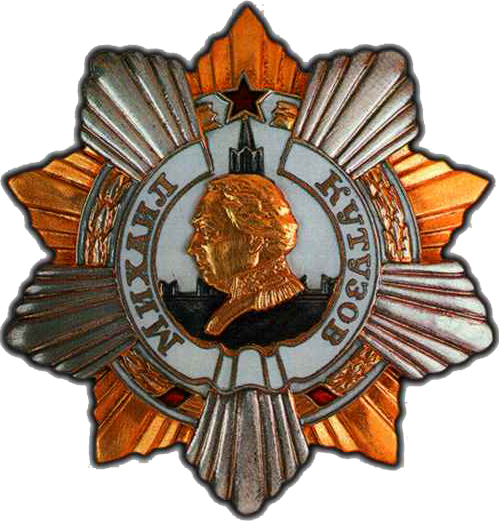
Ordre de Koutouzov de 1re classe.
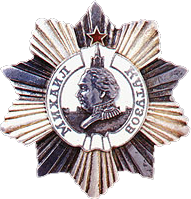
Ordre de Koutouzov de 2e classe.
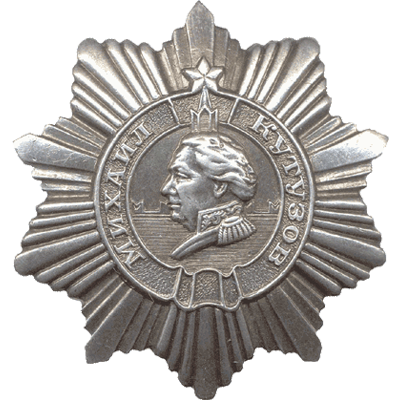
Ordre de Koutouzov de 3e classe.
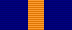
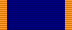
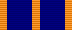

## Récipiendaires
Le général Ivan Galanine, qui se distingua pendant la bataille de Stalingrad, fut le premier récipiendaire de l'ordre (1re classe). Pendant la guerre germano-soviétique, il est distribué 669 médailles de cette classe. Il est également décerné à l'usine de tracteurs de Tcheliabinsk, en 1945.
La médaille de 2e classe a été décernée à 3 325 commandants d'unités, divisions et de brigade.
La médaille de 3e classe, établie le 8 février 1943, est attribuée à des commandants du régiment, des commandants de bataillons et de compagnies. Au total, 3 328 ordres de 3e classe ont été attribués.

## Sources
- Указ Президиума Верховного Совета СССР «Об учреждении военных орденов: Ордена Суворова, первой, второй и третьей степени, Ордена Кутузова, первой и второй степени и Ордена Александра Невского» от 20 июля 1942 года // Ведомости Верховного Совета Союза Советских Социалистических Республик : газета. — 1942. — 5 августа (№ 30 (189)). — С. 1.

- (en) Cet article est partiellement ou en totalité issu de l’article de Wikipédia en anglais intitulé « Order of Kutuzov » (voir la liste des auteurs).
- Anne de Chefdebien, Nicolas Botta-Kouznetzoff, Récompenses d'État de la Fédération de Russie, Illkirch - France, SAMNLHOC, coll. « Numéro spécial n°1 », 2014, 46 p. (ISBN 978-2-910575-01-4)